# Protonuraghe Maiori

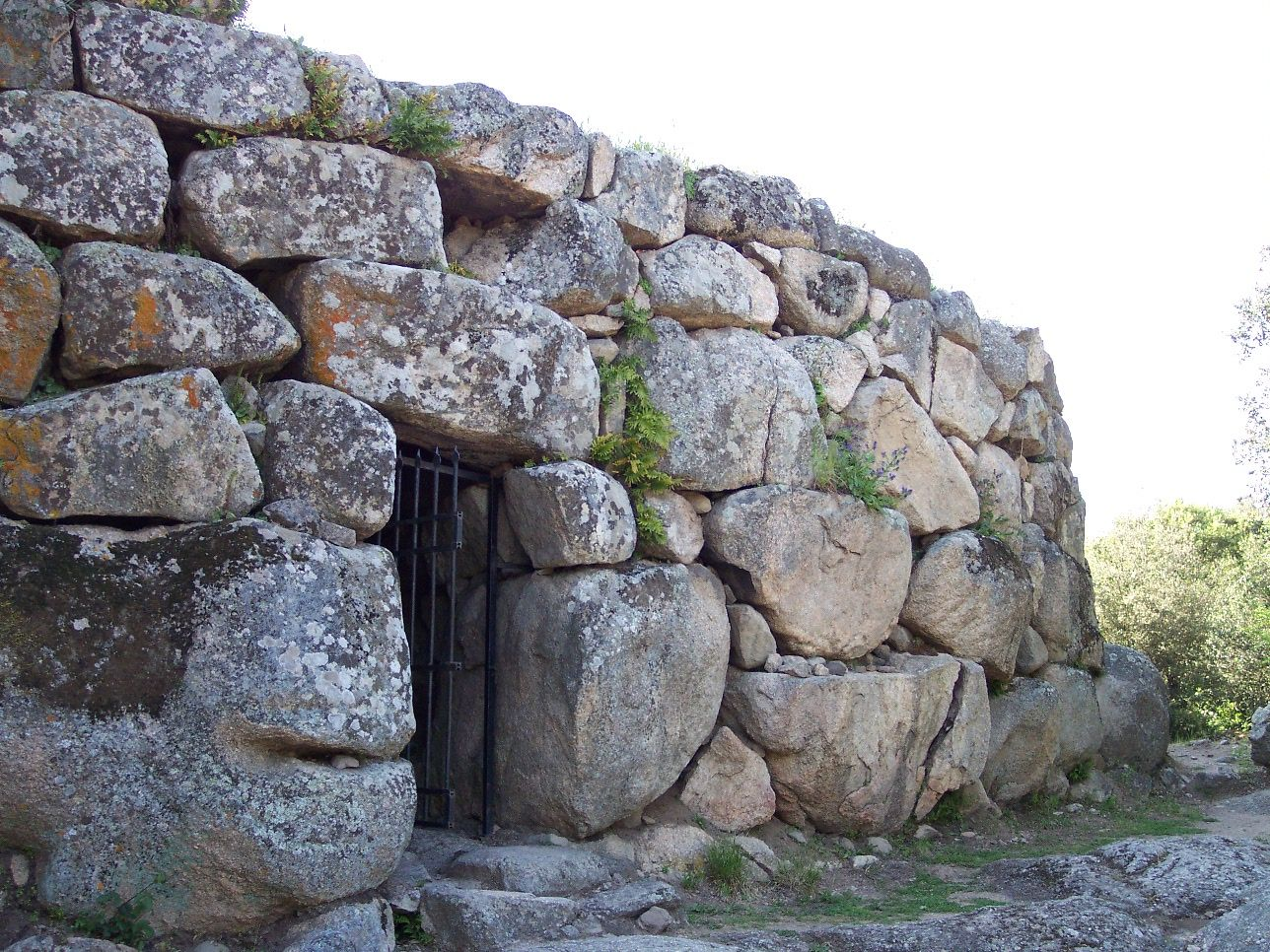
Nuraghe Majori

Die Protonuraghe Maiori (auch Majori genannt) liegt in einem Korkeichenhain, etwa 2 km nördlich von Tempio Pausania in der Gallura in der Provinz Nord-Est Sardegna auf Sardinien. Protonuraghen (auch Korridor- oder Pseudonuraghen, italienisch Nuraghe a corridoio) sind die Vor- oder Frühform der klassischen Turmbauten oder Tholosnuraghen (italienisch Nuraghe a tholos) der bronzezeitlichen Nuraghenkulturen Sardiniens. 

## Beschreibung
Wie der Name andeutet (maiori = „groß“), ist die Protonuraghe auf einer größeren Fläche und aus größeren Steinen errichtet als die ebenfalls bronzezeitlichen Tholos-Nuraghen. Die auf einer natürlichen Felsformation an der Seite eines Hügels errichtete Nuraghe mit zwei kleineren Tholoi und der Basis einer dritten hat einen ummauerten Innenhof und ein Treppenhaus zur oberen Plattform, die nicht erhalten ist. Sie ist eine Mischkonstruktion aus Elementen der Korridor- oder Protonuraghen und denen der späteren Tholosnuraghen. Es ist ein massiver Turm aus riesigen Granitblöcken. Vom Eingang führt ein Gang mit Kraggewölbe durch die Nuraghe. Aus diesem Gang zweigen zwei Gänge mit kleinen Kammern mit Kraggewölben (die Tholoi) ab. Der Gang endet in einem besonders großen Innenhof, von wo Stufen auf die obere Ebene führen.

Protonuraghe Maiori
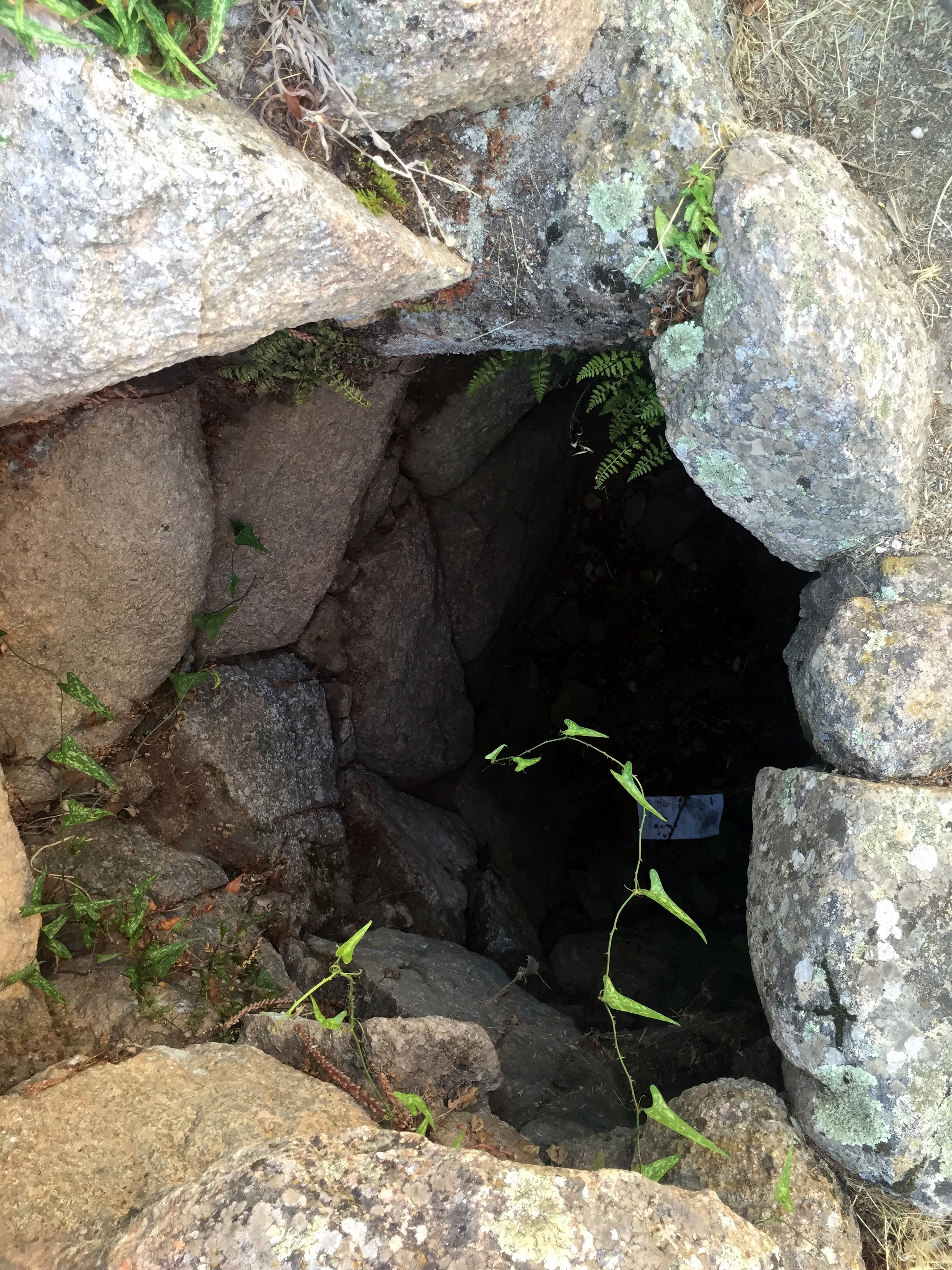
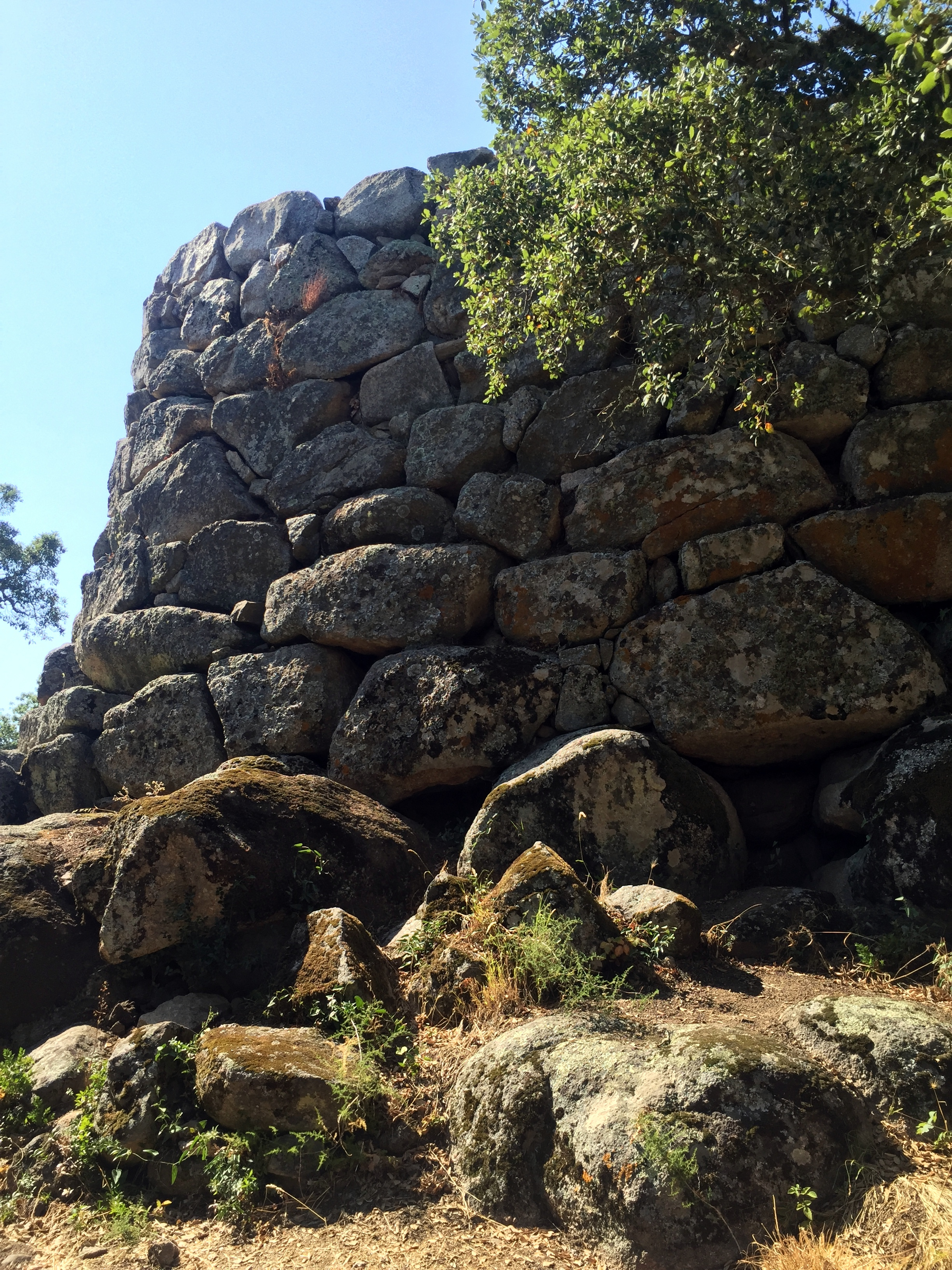
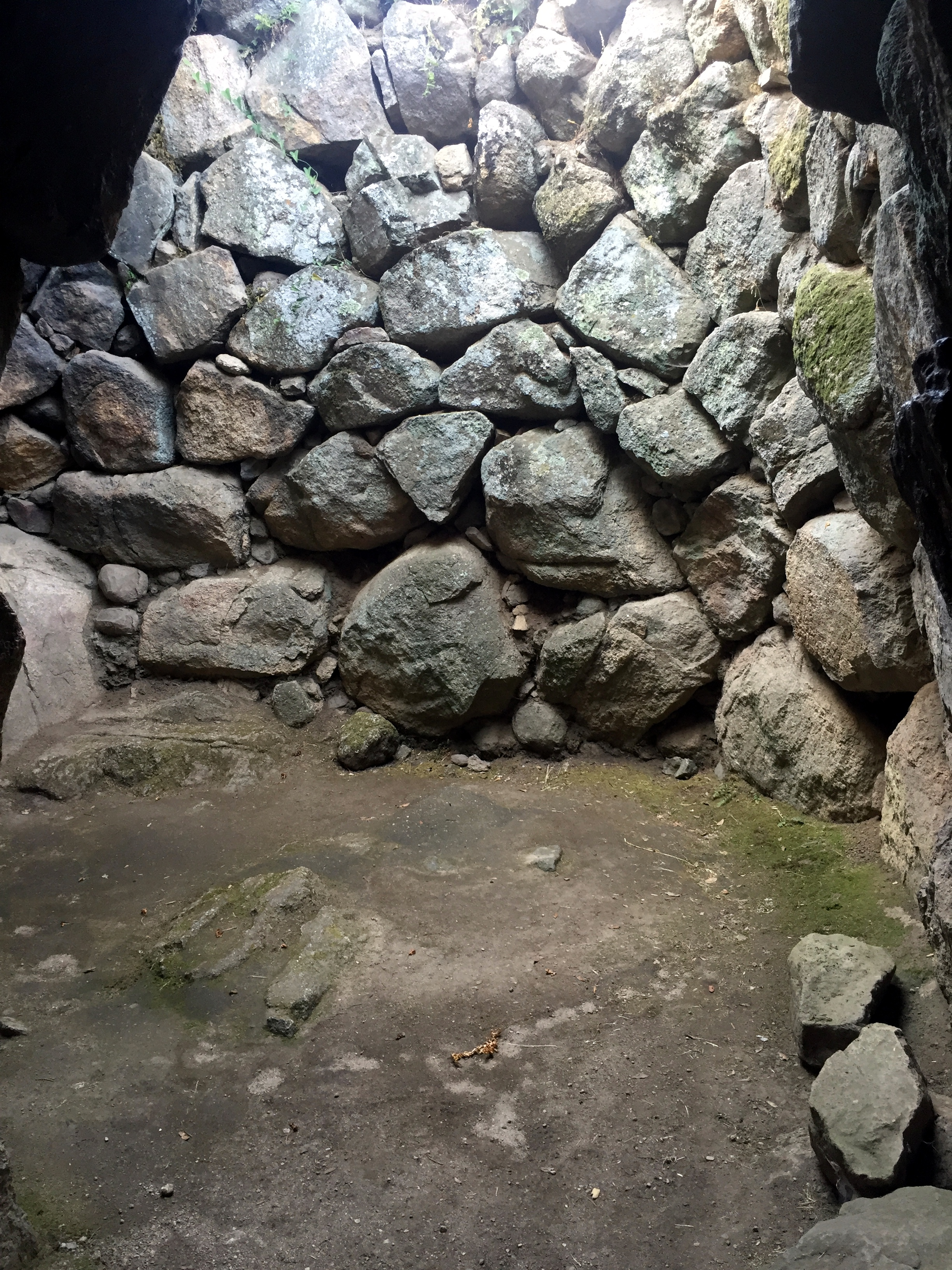
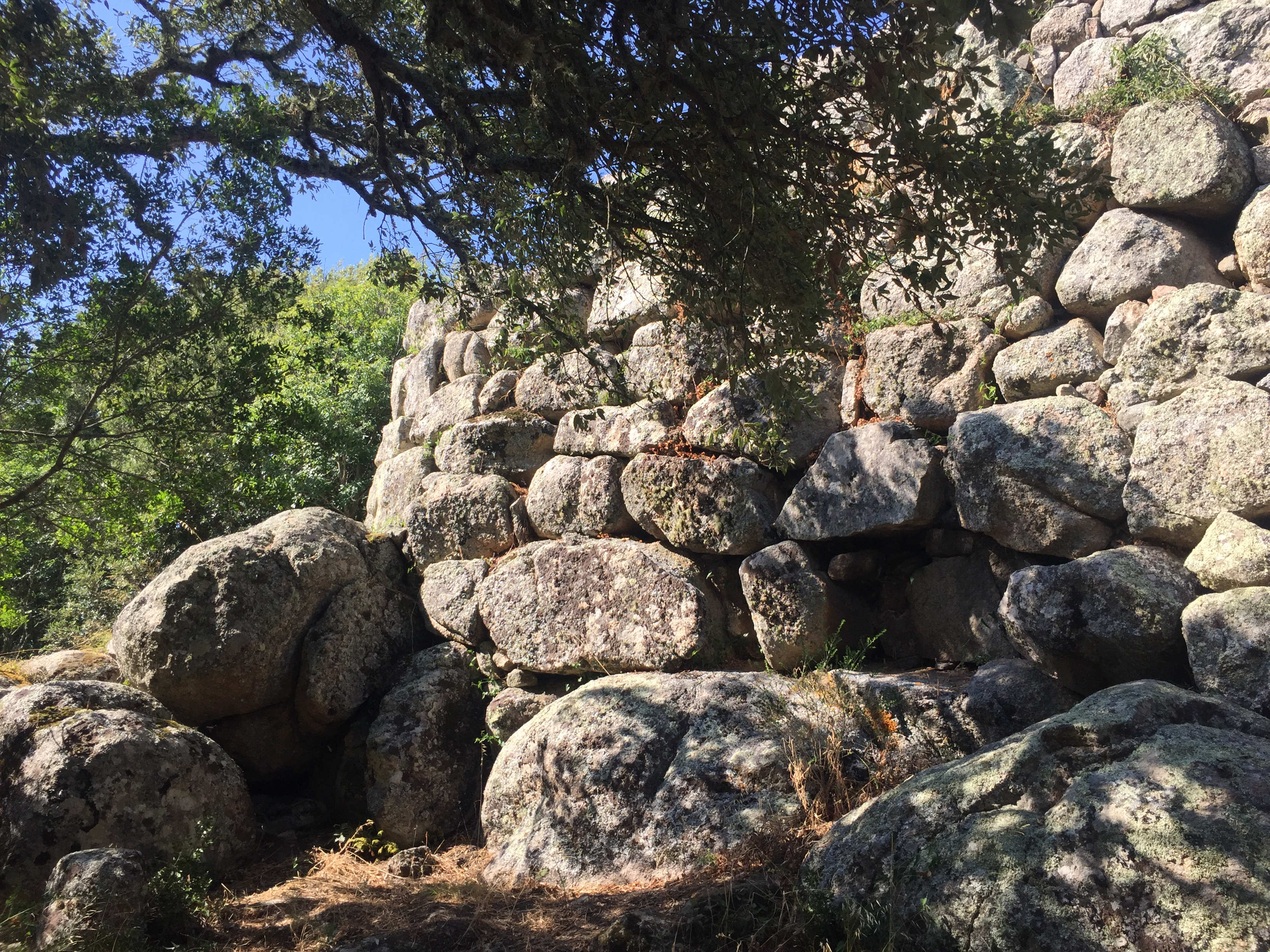

## Zeitstellung
Die etwa 300 Protonuraghen auf Sardinien entstanden während der Phase B der zweiphasigen Bonnanaro-Kultur, die als Nachfolger der sowohl megalithischen als auch kupferzeitlichen Monte-Claro-Kultur etwa zwischen 1800 und 1500 v. Chr. herrschte.
In der Nähe befindet sich die Reste der Protonuraghe Naracheddu und der Nuraghe Cacchioni.